# Tess Gerritsen
Tess Gerritsen, pseudonimo di Terry Tom (San Diego, 12 giugno 1953), è una scrittrice statunitense di romanzi, famosa in particolare per i suoi medical thriller e per la serie poliziesca che vede protagoniste la detective Jane Rizzoli e il medico legale Maura Isles. I suoi libri sono stati tradotti in 35 lingue, con più di 25 milioni di copie vendute in 40 nazioni.

## Biografia
Nata a San Diego, in California, è figlia di Ernest Tom, un cuoco di origine cinese, e Jui Chiung Tom, detta Ruby, un'immigrata cinese proveniente da Kunming. Ha un fratello, Thimothy, che è medico e svolge la professione in Texas.
Crescendo, impara a suonare il violino e il pianoforte, ma ha già una grande passione per la scrittura e per i romanzi di Nancy Drew. Tuttavia i genitori le consigliano una professione sicura, come quella di medico. Nel 1975 consegue così la Bachelor of Arts Degree in antropologia alla Stanford University e successivamente frequenta a San Francisco l'Università della California, laureandosi in medicina nel 1979.
Lì conosce Jacob Gerritsen, uno studente di medicina di discendenza olandese cresciuto alle Hawaii. Tess e Jacob si sposano e iniziano poi la loro pratica medica a Honolulu. Negli anni ‘80 nascono i loro due figli, Adam e Joshua (detto Josh).
Proprio mentre è in congedo per maternità, ricomincia a scrivere, sottoponendo una storia breve a una competizione indetta da un giornale locale. Vince il primo premio (500 $) e vede pubblicata la storia. Finalmente, nel 1987, il suo primo romanzo, Call After Midnight è pubblicato dalla casa editrice Harlequin. È in questo momento che decide di usare lo pseudonimo Tess Gerritsen per firmare i propri romanzi. Infatti la Harlequin ritiene che il nome Terry sia troppo maschile e inadatto a romanzi d'amore. In seguito vede pubblicati altri otto romanzi sentimentali.
Nel 1990, stanchi della vita isolana alle Hawaii e innamoratisi del Maine nel corso di una vacanza, Tess e la sua famiglia si trasferiscono a Camden (Maine), dove ella abbandona la carriera di medico per dedicarsi a tempo pieno alla scrittura e alla famiglia. Qui riprende a suonare il violino dopo molti anni di inattività, entrando a far parte di un gruppo di musica celtica.
Nel 1993, con Graham Flashner e Ed Gernon, scrive la sceneggiatura di Con l'acqua alla gola (Adrift), un film per la TV con Kate Jackson e Kenneth Welsh.
Nel 1996 pubblica il primo romanzo del genere medical thriller, intitolato Harvest, arrivato poi anche in Italia con il titolo Il prezzo. Questo libro diventa il suo primo best seller.
Nel 2001 pubblica il primo romanzo della famosa serie sulla detective Rizzoli e sul medico legale Maura Isles, The Surgeon (Il chirurgo). La TNT, dal 2010, produce e trasmette la serie televisiva Rizzoli & Isles, basata su questi personaggi.
Nel 2011 perde la madre Ruby. Dedica quindi il romanzo Last to Die (L'ultima vittima) alla sua memoria. Inoltre, nell'aprile 2013, pubblica sul Wall Street Journal un articolo in cui parla del viaggio che ha compiuto in Cina per riportare le ceneri della madre nella città natale di Kunming. Nel novembre 2013 diventa nonna di una nipotina, Levina Elizabeth Gerritsen alla quale dedica il successivo romanzo Die Again.
Nel 2019 pubblica la storia di fantasmi The Shape of Night, che esce il 14 maggio 2020 in Italia presso l'Editore Longanesi con il titolo Ombre nella notte.

## Premi e riconoscimenti
Nel 1991 ha vinto il Reviewers' Choice Award, premio rilasciato dalla rivista Romantic Times, per il miglior romanzo della collana Harlequin Intrigue, con Never Say Die.. Nel 1999 ha nuovamente vinto il  Reviewers' Choice Award, ma nella categoria Best Suspense Novel per Gravity (Forza di gravità).
Nel 2002 ha vinto il RITA Award, premio indetto dall'associazione Romance Writers of America, per il romanzo The Surgeon (Il chirurgo) nella categoria Best Romantic Suspense.
Nel 2006, il romanzo Vanish (Sparizione) le è valso il Premio Nero Wolfe, la candidatura agli Edgar Allan Poe Awards indetti dall'associazione Mystery Writers of America, nonché la candidatura al Premio Macavity nella categoria Best Mystery Novel.
 Nel 2011 e nel 2012 ha ottenuto altre due candidature al Premio Nero Wolfe, rispettivamente con i romanzi Ice Cold (Il silenzio del ghiaccio) e The Silent Girl (La fenice rossa).

## Iniziative benefiche
Sostiene apertamente campagne per la raccolta fondi nella ricerca contro l'Alzheimer, malattia di cui ha sofferto il padre.
In particolare nel 2013 ha lanciato l'iniziativa Tess Gerritsen's War on Alzheimer's. Questa ha avuto successo, permettendo di raccogliere 25.000 dollari che sono stati donati allo Scripps Research Institute per la ricerca sull'Alzheimer.

## Serie con Jane Rizzoli e Maura Isles
Nel 2001 pubblica il romanzo The Surgeon (Il chirurgo), in cui i protagonisti sono il detective Thomas Moore e il chirurgo Catherine Cordell. Viene qui introdotta Jane Rizzoli, una giovane detective che lavora con Moore. L'autrice decide poi di scrivere un secondo romanzo in cui dare spazio a Jane Rizzoli e nel 2002 pubblica The Apprentice (Lezioni di morte), dove viene introdotto un nuovo medico legale, la dottoressa Isles. Scrive quindi un terzo romanzo che ha come protagonista Maura Isles, e con la pubblicazione di The Sinner (Corpi senza volto), Tess Gerritsen crea una vera e propria serie.
Dal giugno 2010, va in onda una serie televisiva che ha come protagoniste proprio Jane Rizzoli e Maura Isles, intitolata Rizzoli & Isles. Angie Harmon interpreta Jane, mentre il medico legale è interpretato da Sasha Alexander.

### Personaggi principali e ricorrenti
- Jane Rizzoli, detective della Polizia di Boston, sezione Omicidi. Viene introdotta nel libro Il chirurgo dove affianca il detective protagonista, nelle indagini su un serial killer. Figlia di Angela e Frank Rizzoli, è nata e cresciuta a Revere (vicino a Boston) e ha un fratello maggiore (Frankie) e uno minore (Mike). Ha un carattere difficile: è caparbia, irruente e preferisce essere franca con le parole sebbene ciò la metta spesso in conflitto anche con le persone che le sono più vicine. Dopo aver conosciuto l'agente dell'FBI Gabriel Dean nel corso di una delle indagini sul seria killer il Chirurgo, i due inizieranno una relazione e si sposeranno.
- Maura Isles, medico legale operante a Boston. Viene introdotta nel libro Lezioni di morte, nel quale si è da poco trasferita a Boston, mentre in precedenza insegnava all'Università della California. Dai poliziotti è soprannominata la “Regina della morte” per il suo approccio all'apparenza sempre freddo e distaccato. Adottata da neonata, ha ormai perso entrambi i genitori adottivi. Vive a Brookline, vicino a Boston. La dottoressa Isles fa anche un'apparizione nel medical thriller del 2007 The Bone Garden, non appartenente a questa serie di libri e, almeno per ora, non tradotto in italiano.
- Barry Frost, detective della Omicidi appartenente alla Polizia di Boston. Introdotto nel libro Il chirurgo è il partner di Jane Rizzoli. È un uomo gentile, leale e cortese che riesce sempre a mettere i testimoni a proprio agio. Il suo carattere accomodante gli permette di lavorare al fianco di Jane senza che si creino troppe tensioni. Già sposato all'inizio della serie, si troverà a separarsi dalla moglie, ma i due si riavvicineranno nel libro Causa di morte: sconosciuta.
- Vince Korsak, introdotto come detective della polizia di Newton (Massachusetts) nel libro Lezioni di morte, va presto in pensione pur continuando a tenersi al passo con le varie indagini del detective Rizzoli, della quale diventa amico. Nel corso della serie di libri, Vince inizierà una relazione sentimentale con Angela Rizzoli, la madre di Jane.
- Gabriel Dean, agente dell'FBI della sezione di Washington D.C. che lavora nell'Unità di Analisi Comportamentale. Viene introdotto nel libro Lezioni di morte dove affianca il detective Rizzoli nelle indagini. In breve tempo instaura un legame sentimentale con Jane, divenendone successivamente il marito.
- Thomas Moore, detective della sezione Omicidi della Polizia di Boston. È l'investigatore protagonista del libro Il chirurgo e, sebbene nei romanzi successivi abbia un ruolo puramente di supporto, è più volte coinvolto negli eventi. Jane e Gabriel lo considerano un ottimo collega. Va in pensione dopo gli eventi del libro L'ultima vittima.
- Daniel Brophy, sacerdote cattolico, è introdotto nel romanzo Corpi senza Volto. Egli è spesso chiamato a dare supporto spirituale agli agenti di polizia che hanno appena perso un collega.
- Anthony Sansone, professore universitario di storia in pensione. È introdotto nel libro Il club Mefistofele, il cui titolo si riferisce alla società di menti illustri di cui egli è il massimo esponente. Ricco di famiglia, è un personaggio enigmatico che tende a vestire sempre di nero. Nonostante egli abbia opinioni e credenze che si discostano molto da quelle di Maura e Jane, è sempre pronto a fornire un supporto in indagini particolarmente complesse. Egli è inoltre il fondatore di una particolare scuola che si trova nel Maine, che accoglie ragazzi traumatizzati da fatti criminali.
- Julian Henry Perkins, detto “Rat”, è un adolescente originario dello stato del Wyoming. Introdotto nel romanzo Il silenzio del ghiaccio, diventa presto come un figlio per Maura. Frequenta la scuola nel Maine fondata da Anthony Sansone e ha intenzione di studiare per diventare medico legale. Al suo fianco c'è sempre un cane che ha chiamato Bear.
- Angela e Frank Rizzoli, sono i genitori di origini italiane della detective Jane Rizzoli. Hanno altri due figli, Frank Jr., detto “Frankie”, e Mike. Sono introdotti nel libro Il chirurgo. Nel corso dei libri, i due si separeranno e, in seguito, Angela inizierà una relazione con Vince Korsak.

## Opere

### Romanzi con Jane Rizzoli
1. Il chirurgo (The Surgeon, 2001), Longanesi, 2003; Tea, 2005
2. Lezioni di morte (The Apprentice, 2002), Longanesi, 2004; Tea, 2006
3. Corpi senza volto (The Sinner, 2003) Longanesi, 2006; Tea, 2008
4. Il sangue dell'altra (Body Double, 2004), Longanesi, 2007; Tea, 2009
5. Sparizione (Vanish, 2005), finalista Edgar Award 2006, Longanesi, 2008; Tea, 2010
6. Il club Mefistofele (The Mephisto Club, 2006), Longanesi, 2009; Tea, 2011
7. Madame X (The Keepsake/Keeping the Dead, 2008) Longanesi, 2010; Tea, 2012
8. Il silenzio del ghiaccio (Ice Cold/The Killing Place, 2010), Longanesi, 2011; Tea, 2013
9. La fenice rossa (The Silent Girl, 2011), Longanesi, 2012; Tea, 2014
10. L'ultima vittima (Last to Die, 2012), Longanesi, 2013; Tea, 2014
11. Muori ancora (Die Again, 2014), Longanesi 2015; Tea, 2017
12. Causa di morte: sconosciuta (I Know a Secret, 2017), Longanesi 2018; Tea, 2019
13. Ascoltami (Listen to Me, 2022), Longanesi, 2022; Tea, 2023

### Serie Club Martini
1. La signora delle spie (The Spy Coast), Longanesi, 2023; Tea 2025
2. L'estate delle spie (The summer guests), Longanesi, 2025, ISBN 9788830463486

### Thriller medici
- Il prezzo (Harvest, 1996), Longanesi, 1996, ISBN 88-304-1380-1.
- Life Support, 1997.
- Bloodstream, 1998.
- Forza di gravità (Gravity, 1999), Longanesi, 2000, ISBN 88-304-1827-7, ristampato con il titolo originale da Mondadori, Urania Jumbo nº 47, settembre 2023.
- The Bone Garden, 2007.
- Il battito del sangue (Playing with Fire, 2015), Longanesi, 2016; Tea, 2018

### Romanzi rosa
- Call After Midnight, 1987.
- Anestesia fatale (Under the Knife, 1990), Harlequin Mondadori, 1991, ISBN 88-8019-224-8.
- Richiesta d'aiuto (Never Say Die, 1992), prima edizione col titolo Sotto la luna di Bangkok, 1997, Harlequin Mondadori.
- Vittima del caso (Whistleblower, 1992), HarperCollins Italia, 2020, ISBN 978-88-305-0502-5.
- Peggy Sue Got Murdered, 1994; ripubblicato col titolo Girl Missing.
- In Their Footsteps, 1994.
- La gazza ladra (Thief of Hearts, ripubblicato col titolo Stolen, 1995), Harlequin Mondadori, 2003.
- Sul filo del rasoio (Keeper of the Bride, 1996).

### Altri romanzi
- Amicizie pericolose (Presumed Guilty, 1993), Harlequin Mondadori, 2004, ISBN 978-88-044-9288-7.
- Ombre nella notte (Shape of Night, 2019), Longanesi, 2020; Tea, 2022
- Scegli me (Choose me), Longanesi, 2021; Tea, 2023